# Cochi e Renato
Cochi e Renato est un groupe de musique humoristique italien. Il est formé dans les années 1960 par Aurelio « Cochi » Ponzoni (né le 11 mars 1941) et Renato Pozzetto (né le 14 juillet 1940). Après avoir fait leurs débuts au Cab 64 à Milan, ils sont découverts par Enzo Jannacci avec qui ils forment le Gruppo Motore, qui se produit au Derby Club, mettant en scène un genre de comédie poétique et surréaliste. Fort de son succès chez Derby, le duo rejoint la Rai, participant à des émissions très suivies par le public, comme Canzonissima en 1974. Certaines de leurs chansons sont entrées dans la culture populaire italienne, comme La Gallina, Canzone intelligente, E la vita, et leur interprétation très personnelle de Come porti i capelli bella bionda.

## Histoire

### Débuts

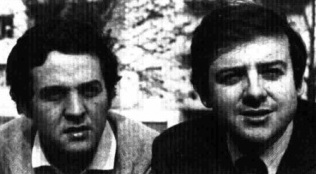
Le duo en 1972.

Cochi et Renato se connaissent depuis l'enfance. Voisins d'été à Gemonio, sur le lac Majeur, où leurs familles avaient été déplacées pendant la guerre, ils commencent à se constituer un petit répertoire pour se distraire de l'école. Tous deux inscrits à l'Institut Cattaneo de Milan, bien qu'à des adresses différentes (Renato est géomètre et Cochi comptable), ils font leurs premiers pas dans le monde du cabaret lorsqu'ils commencent à fréquenter l'Osteria dell'Oca de Milan, une trattoria d'artistes où un de leurs amis, Piero Manzoni, expose ses peintures tandis que Cochi et Renato divertissent les participants avec des chansons populaires.
Ce sont en effet les peintres qu'ils fréquentent, ainsi que Manzoni, Lucio Fontana, Dino Buzzati et Marcello Marchesi, qui les encouragent à faire du cabaret, tandis que l'inspiration pour le style surréaliste leur vient de la musique d'Enzo Jannacci. Vers 1962 et 1963, les propriétaires d'un établissement voisin de l'osteria, Velia et Tinìn Mantegazza, ont l'idée d'ouvrir le Cab 64 dans la rue Santa Sofia, en invitant les deux jeunes gens à jouer leurs sketches improvisés entre les tables de l'osteria. Le premier paiement, de 3 500 lires, est lié à une condition sine qua non : la présence d'au moins dix spectateurs dans la salle. Parmi les habitués du club, Enzo Jannacci se lie d'amitié avec eux, les aide à écrire les textes et à composer la musique de leurs chansons.
Dès le début, la comédie de Cochi et Renato se caractérise par un humour résolument nouveau à l'époque, avec des idées extravagantes, presque surréalistes, non conventionnelles par rapport au type de comédie classique habituel dans ces années-là. Leurs chansons, souvent écrites à six mains avec Jannacci, sont mises en musique sur des chansons populaires milanaises, avec parfois des résultats vraiment fous. À cette époque (1964), ils ne se consacrent pas entièrement au cabaret : Cochi est employé comme interprète (français, anglais, russe) à l'aéroport Linate de Milan, Pozzetto est copropriétaire d'une société d'ascenseurs avec un ingénieur sicilien. La décision de se consacrer entièrement au spectacle survient lorsque Jannacci, avec ses amis Lino Toffolo, Felice Andreasi et Bruno Lauzi, arrive au Derby Club de Milan, créant un travail d'équipe, appelé le groupe Motore, qui devient rapidement le point de référence du cabaret en Italie,. Cochi et Renato deviennent très célèbres et leur répertoire s'agrandit avec des chansons telles que : Ho soffrito per te, A me mi piace il mare, Lisa Beat, La Gallina, È capitato anche a me, Un pezzo di pane, et Gli indiani. Des chansons comiques inspirées par un certain humour à la Achille Campanile ou par le théâtre d'Eugène Ionesco.

### Télévision
Vers la fin de l'année 1967, la Rai est à la recherche de nouveaux talents pour sa première émission dominicale. Enrico Vaime fait venir du Derby Club, Cochi et Renato et Paolo Villaggio, aux côtés des déjà célèbres Ric e Gian. Ce groupe débute le 21 janvier 1968 avec l'émission Quelli della domenica, de Marcello Marchesi, Italo Terzoli, Enrico Vaime et Maurizio Costanzo. Il faut dire que l'émission, qui connaît un certain succès dès les premiers épisodes, n'est bien accueillie ni par les responsables de la Rai — qui jugent Villaggio trop agressif et ne comprennent pas Cochi et Renato — ni par le public présent à l'émission, qui est avare de rires lorsque Cochi et Renato, qui n'ont même pas 30 ans, débutent avec le sketch A me mi piace il mare, l'un de leurs succès. En revanche, l'émission rendit populaire le sketch qui voyait Renato dans le rôle du professeur sans le sou et Cochi dans celui de l'élève riche, à tel point que la phrase « bene, bravo, sette più » devient une véritable rengaine,, et que le sketch fut reproposé sur la face B du 45 tours Il mare/7+, édité la même année par Bluebell Records. La chance sourit aux jeunes qui, au contraire, s'amusent beaucoup, à tel point qu'ils convainquent la Rai elle-même de diffuser une émission dont le contenant est pratiquement Derby : È domenica, ma senza impegno (1969), avec Cochi et Renato, Villaggio, Lino Toffolo et Jannacci.
Les difficultés étant nombreuses, ils décident de monter également un spectacle de cabaret, qui connaît alors un succès considérable - Saltimbanchi si muore, avec presque tous les collègues de Derby, comme Andreasi, Jannacci, Toffolo et Cochi et Renato eux-mêmes - grâce aussi à une vision plus moderne et moins dialectique des textes. Le caractère de la proposition est devenu leur tremplin vers le cinéma et la télévision. Enzo Jannacci, par exemple, a fait ses débuts en tant qu'acteur dans l'épisode Il frigorifero du film Le Coppie (1970), après que Mario Monicelli a vu le spectacle dans la capitale. En 1971, Cochi et Renato apparaissent dans deux émissions, Non è mai troppo presto et Riuscirà il cav. papà Ubu ? Ils ont également joué dans trois publicités : une pour Lebole (1968-1969), un pour les téléviseurs Philips en 1971 et un pour les glaces Besana en 1973.
En 1972, Cochi et Renato participent au Festival dei due mondi à Spolète, en jouant dans La Conversazione continuamente interrotta d'Ennio Flaiano. Leur succès vient de deux programmes télévisés dans lesquels ils sont libres d'improviser et de contrôler leurs paroles : Il buono e il cattivo (1972) et Il poeta e il contadino (1973).

## Discographie

### Albums studio
- 1973 : Il poeta e il contadino (14e des charts italiens[8])
- 1974 : E la vita, la vita (1er des charts italiens[8])
- 1976 : Ritornare alle 17
- 1977 : Libe-libe-là
- 2000 : ...Le Canzoni intelligenti (27e des charts italiens[8])
- 2007 : Finché c'è la salute

### Album live
- 1969 : Una serata con Cochi e Renato

### Compilations
- 1976 : Ritratto di... Cochi e Renato
- 1979 : Ridendo con... Cochi e Renato
- 1995 : Il + meglio di Cochi e Renato
- 2006 : Le Più belle canzoni di Cochi e Renato
- 2008 : Cochi e Renato
- 2012 : Il poeta e il contadino/E la vita, la vita
- 2016 : Playlist
- 2020 : E la vita l'è bela

### Singles
- 1966 : Ho soffrito per te/A me mi piace il mare
- 1967 : Gli indiani/La gallina
- 1968 : Il mare/7+
- 1969 : È l'amore/È capitato anche a me
- 1969 : Un pezzo di pane/La Domenica
- 1972 : Ufficio facce/La Gallina
- 1973 : Canzone intelligente/Siamo ancora in tempo
- 1974 : E la vita, la vita/E gira il mondo (E la vita, la vita ; (1er des charts italiens[8])
- 1975 : La Ventosa/La Fortuna ha le mutande rosa
- 1976 : Sturmtruppen/L'Inquilino (L'Inquilino ; (19e des charts italiens[8])
- 1977 : Il reduce
- 1977 : Libe-libe-là/A Lourdes
- 1978 : Lo Sputtanamento/Silvano